# 赵枫川
赵枫川（1915年—1989年），笔名木风，男，直隶（今河北）高邑人，中国画家、书法家，曾任中国美术家协会理事，中国书法家协会理事。